# Нгуен Ван Тао
Нгуен Ван Тао (вьет. Nguyễn Văn Tạo; 1908—1970) — вьетнамский партийный, государственный и профсоюзный деятель.
Участник вьетнамского студенческого движения второй половины 1920-х гг. В 1926 г. прибыл во Францию, где в начале 1928 г. вступил в ФКП (Французскую коммунистическую партию). В конце 1920-х гг. руководитель коммунистического движения вьетнамцев в метрополии. Являлся одним из делегатов ФКП на VI Конгрессе Коминтерна. В 1931 г. выслан во Вьетнам. Один из зачинателей легального марксистского движения в Кохинхине. В 1933 г. участвовал в создании газеты «Ля Лютт», также сотрудничал с литературным обозрением «Донгнай». Неоднократно подвергался арестам. Несколько раз становился депутатом Муниципального совета Сайгона. В 1945 г. главный секретарь и комиссар внутренних дел во Временном исполнительном комитете Южного Вьетнама. В 1946 г. занял должность министра труда в правительстве ДРВ. В 2001 году посмертно награждён Орденом Хо Ши Мина.